# Morthe
Pour l’article ayant un titre homophone, voir La Morte.
La Morthe ou la Morte est une rivière française coulant dans le département de la Haute-Saône, en Bourgogne-Franche-Comté. C'est un affluent gauche de la Saône, donc un sous-affluent du Rhône.

## Géographie
De 24 km de longueur, la Morthe s'écoule d'une source se situant à Roche, un lieu-dit de Bucey-lès-Gy, au village de Saint-Maurice à 297 mètres d'altitude. au fond d'une vallée en forme de reculée entaillant les monts de Gy.
Après avoir traversé Bucey, elle débouche dans la vallée de la Saône. La Morthe coule globalement de l'est vers l'ouest.
Elle se jette dans cette dernière à deux kilomètres en amont de la ville de Gray, en rive gauche de la Saône, à 191 mètres d'altitude.
Les cours d'eau voisins sont, dans le sens des aiguilles d'une montre, la Romaine au nord-est et à l'est, la Tounolle, l'Ognon au sud-est, la Dhuys au sud, la Tenise au sud-ouest et la Saône à l'ouest, au nord-ouest et au nord.

### Communes et cantons traversés
Dans le seul département de la Haute-Saône, la Morte traverse les douze communes suivantes, de l'amont vers l'aval, de Bucey-lès-Gy (source), Vellefrey-et-Vellefrange, Gy, Citey, Choye, Angirey, Saint-Loup-Nantouard, Sauvigney-lès-Gray, Saint-Broing, Velesmes-Échevanne, Ancier, Gray (confluence).
Soit en termes de cantons, la Morte traverse deux cantons, prend source dans le canton de Marnay, conflue dans le canton de Gray, le tout dans l'arrondissement de Vesoul.

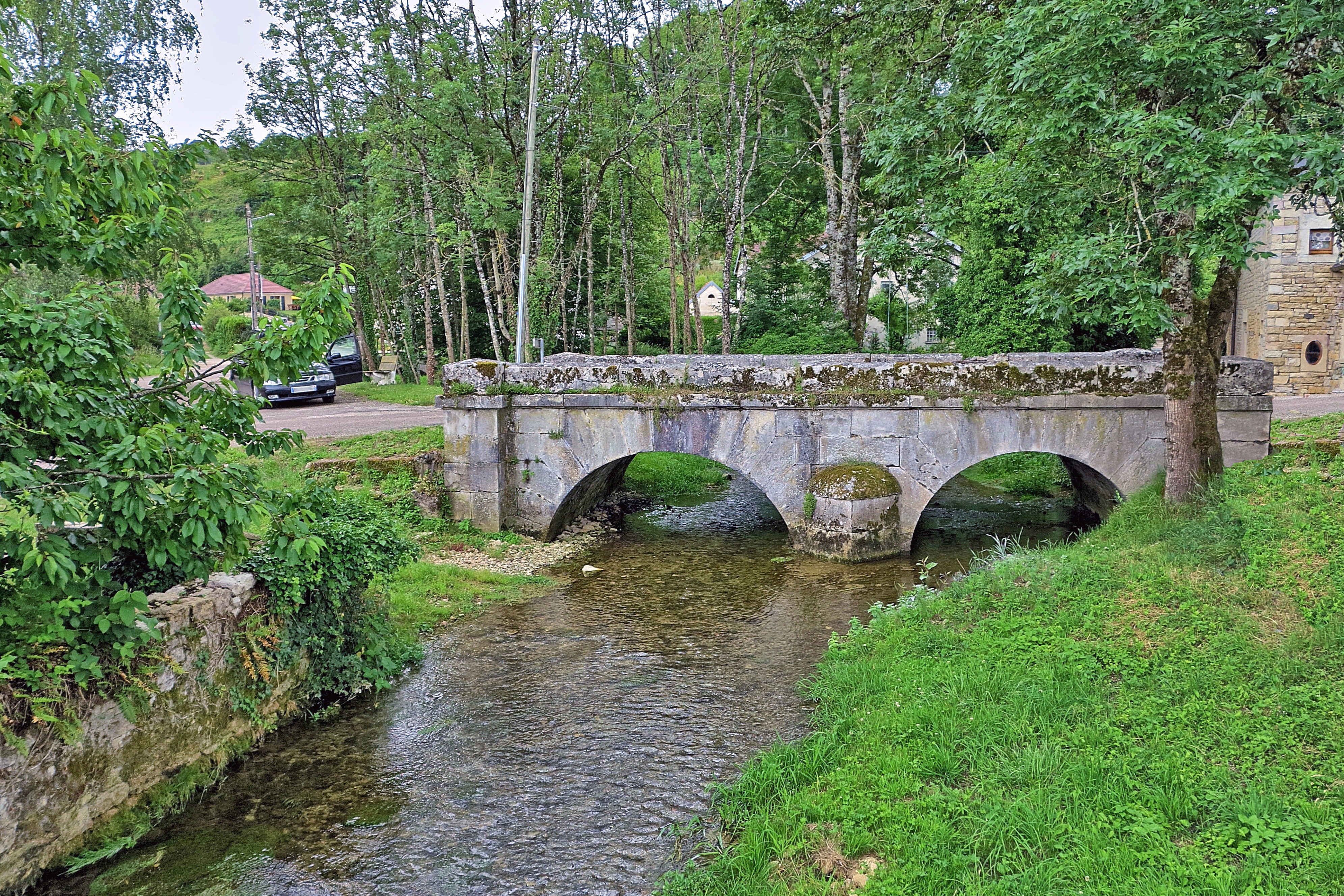
La Morthe juste en aval de sa source à Bucey-lès-Gy.
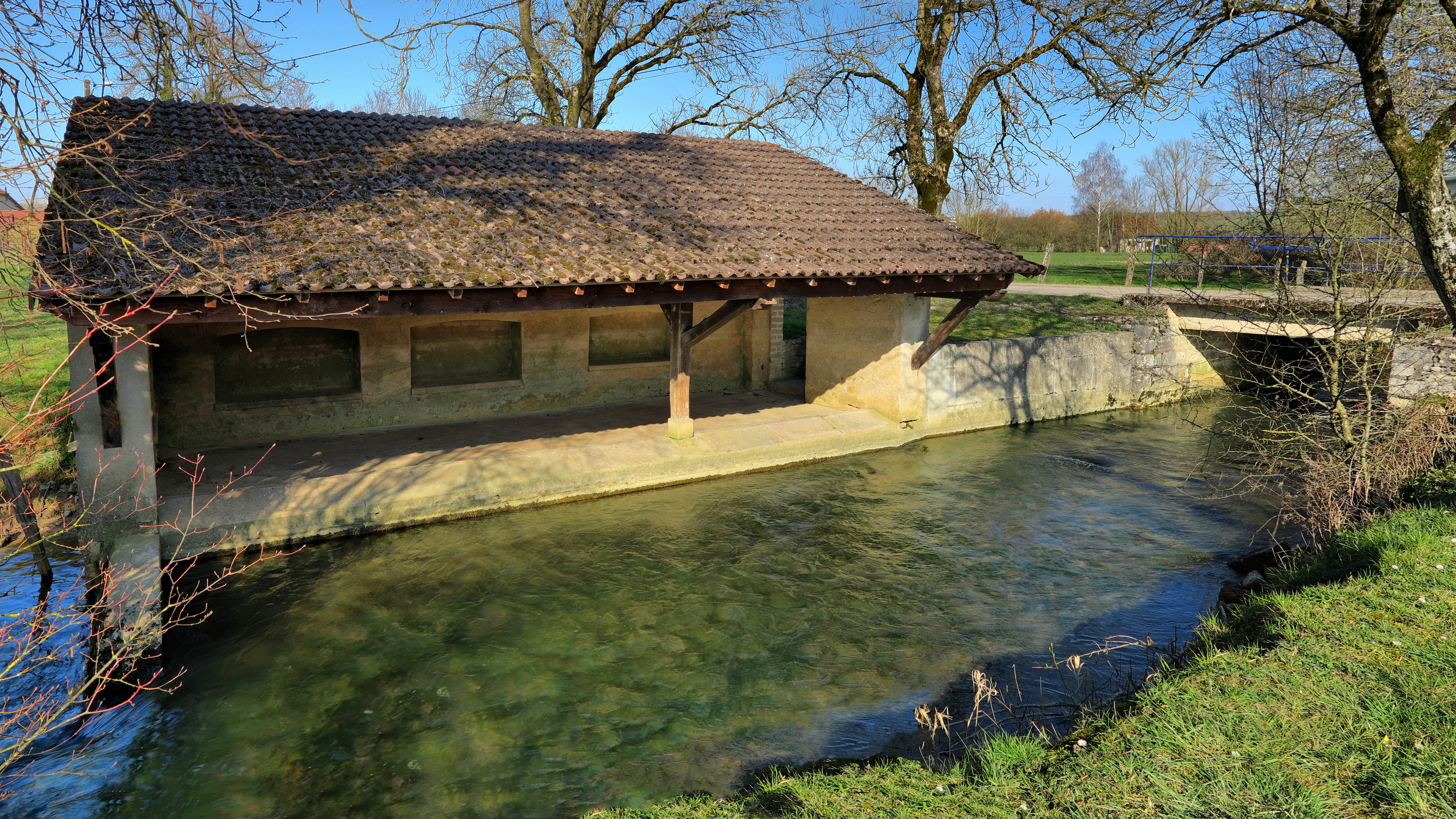
La Morthe au lavoir de Vellefrange.
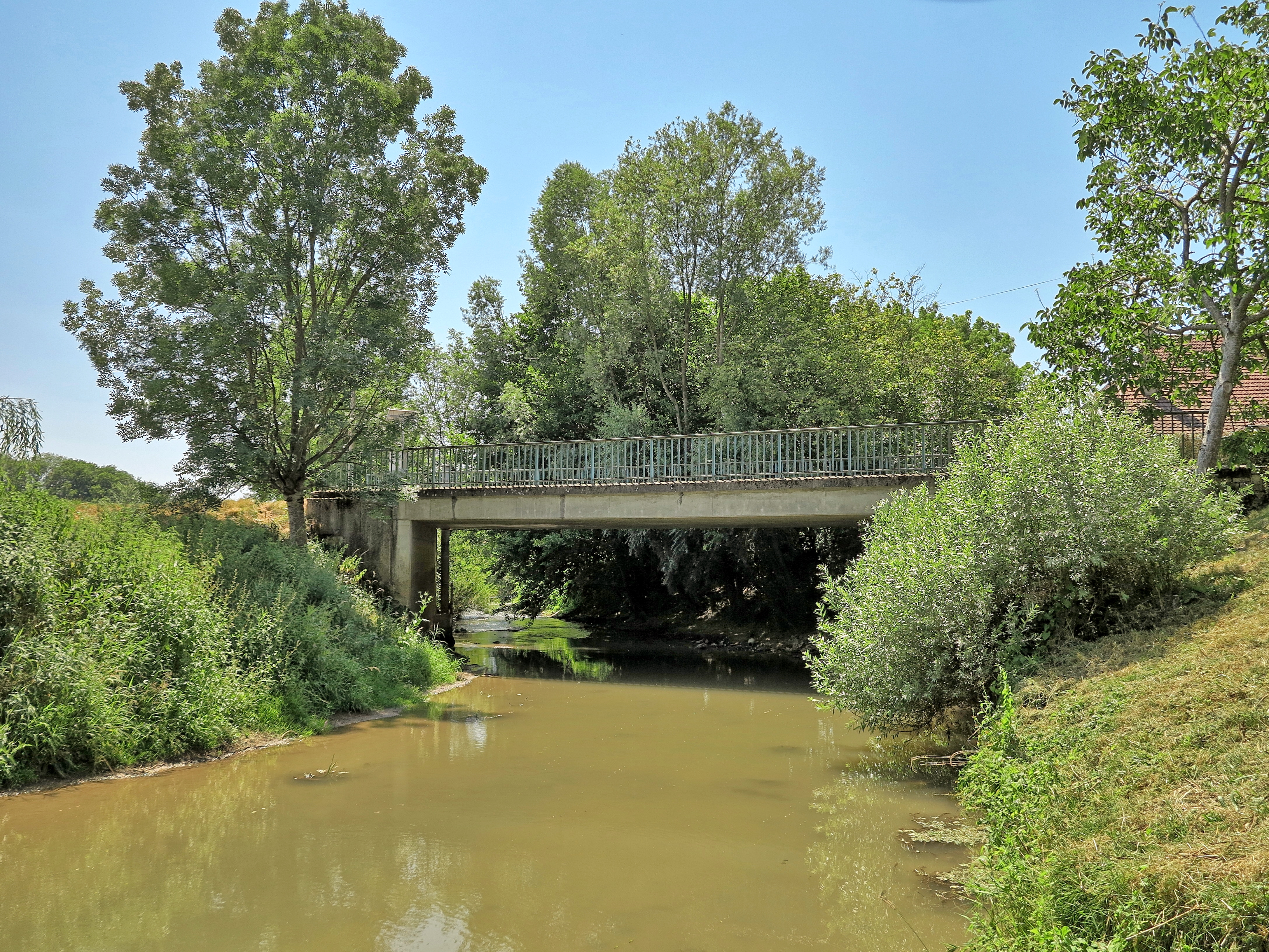
La Morthe au pont de Saint-Broing.
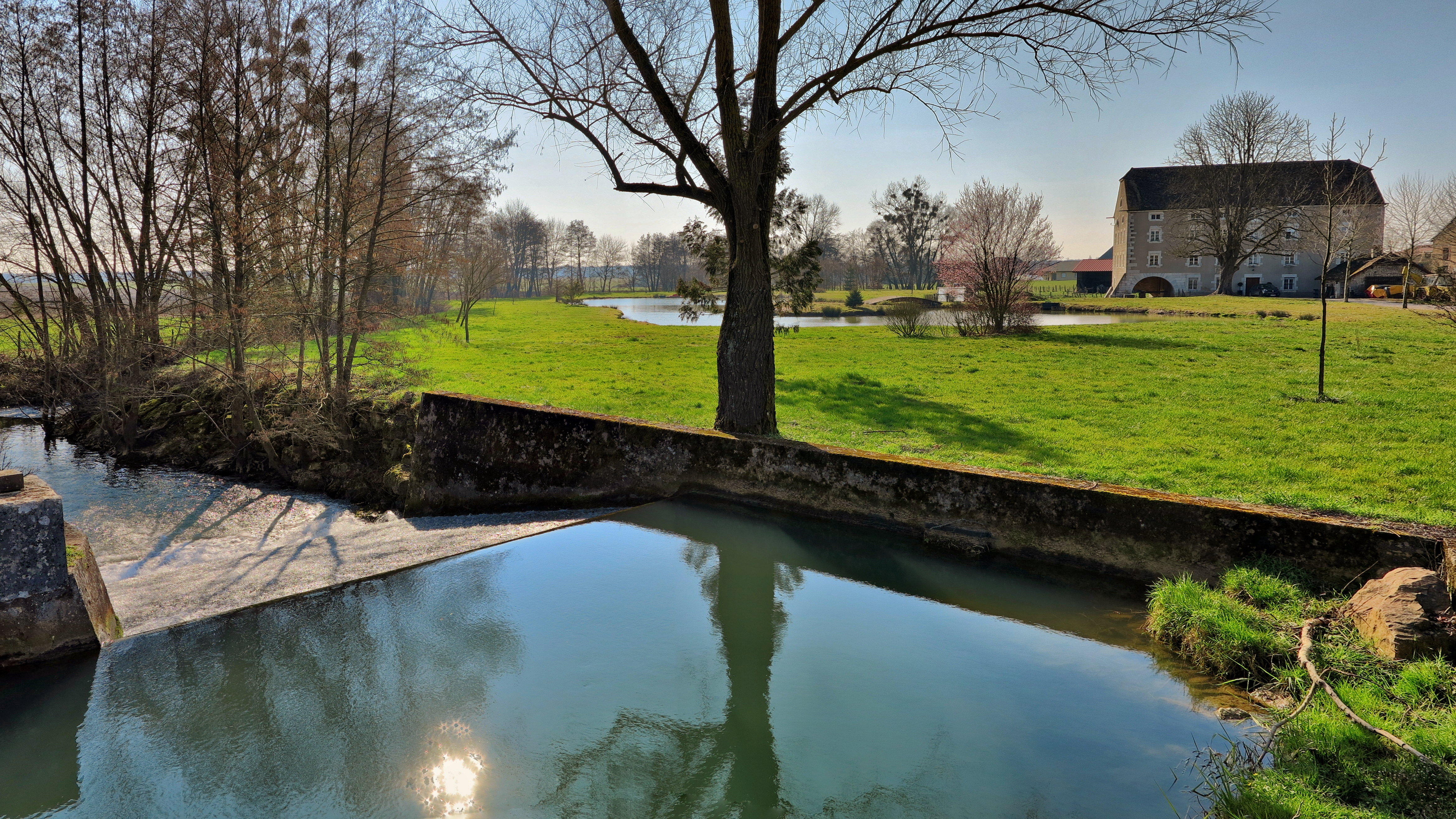
La Morthe au barrage du moulin de Citey.

### Bassin collecteur
La Morte traverse une seule zone hydrographique « La Morte » (U081) pour une superficie de 259 km2. Ce bassin versant est composé à 54,96 % de « territoires agricoles », à 42,88 % de « forêts et milieux semi-naturels », à 2,13 % de « territoires artificialisés ».

### Organisme gestionnaire
L'organisme gestionnaire est l'EPTB Saône et Doubs.

## Affluents
La Morte a sept tronçons affluents référencés :
- le ruisseau de Buland (rd[note 1]), 3 km, sur les trois communes de Vellefrey-et-Vellefrange, Vantoux-et-Longevelle, Citey.
- le ruisseau Arfond (rg), 5,2 km, sur la seule commune de Gy avec un affluent :
  - le ruisseau des Effondrées (rd), 2,9 km, sur la seule commune de Gy
- le ruisseau de la Fontaine Rouge (rd), 3,1 km, sur la seule commune d'Angirey.
- le Cabri (rd), 14,8 km, sur sept communes, avec trois affluents et de rang de Strahler trois[8] :
  - le ruisseau des Etangs,
  - la Petite Morthe avec quatre affluents :
    - le ruisseau de la Fontaine,
    - le ruisseau de Bretenou,
    - le ruisseau du Mort Bief,
    - le ruisseau de Masibé,

  - le ruisseau de l'Etang des Maisons,
- la Colombine (rg), 10,6 km, sur les quatre communes de Charcenne (source) Villefrancon, Choye et Sauvigney-lès-Gray (confluence).
- le Teuillot (rg), 7,6 km, sur les deux communes de Velesmes-Échevanne, Velloreille-lès-Choye.
- le Douaire (rd), 3,1 km, sur la seule commune de Saint-Broing.

Le SANDRE 2017 signalé aussi la Dhuys, au sud de la Morte, comme appartenant à la zone hydrographique de la Morte, mais sans confluence reliée !? :
- la Dhuys (rg), 8,3 km sur les cinq communes de Cresancey, Battrans, Velesmes-Échevanne, Onay, Ancier

### Rang de Strahler
Le rang de Strahler est donc de quatre par le Cabri et la petite Morthe.

## Hydrologie
Son régime hydrologique est dit pluvial.

### La Morthe à Saint-Broing
Le débit de la Morthe a été observé pendant une période de 32 ans (1984-2015), à Saint-Broing, localité située à six kilomètres de sa confluence avec la Saône. Le bassin versant de la rivière y est de 235 km2, c'est-à-dire la presque totalité de celui-ci, 259 km2.
Le module de la rivière à Saint-Broing est de 2,59 m3/s.
La Morthe présente des fluctuations saisonnières de débit assez importantes, comme c'est presque toujours le cas dans l'est de la France, avec des hautes eaux d'hiver-début du printemps portant le débit mensuel moyen à un niveau situé entre 3,24 et 4,36 m3/s, de décembre à avril inclus (maximum en janvier). Dès le mois d'avril, le débit mensuel baisse progressivement jusqu'aux basses eaux d'été qui ont lieu de juillet à septembre, avec une baisse du débit moyen mensuel allant jusque 0,690 m3/s au mois d'août, ce qui est encore assez consistant.

### Étiage ou basses eaux
Aux étiages, le VCN3 peut chuter jusque 0,17 m3/s, en cas de période quinquennale sèche, soit 170 litres par seconde, ce qui n'est pas encore trop sévère.

### Crues
D'autre part les crues sont rarement très importantes, ce qui contraste avec d'autres cours d'eau de la région comme l'Ognon ou le Durgeon qui toutes proportions gardées, sont nettement plus abondants, il est vrai. Les QIX 2 et QIX 5 valent respectivement 17 et 19 m3/s. Le QIX 10 vaut 20 m3/s, tandis que le QIX 20 se monte à 21 m3/s. Enfin le QIX 50 se monte à 23 m3/s.
Le débit instantané maximal enregistré a été de 21,9 m3/s le 14 novembre 2000, tandis que la valeur journalière maximale était de 20,5 m3/s le même jour. En comparant le premier de ces chiffres aux valeurs des différents QIX de la rivière, il apparaît que cette crue était d'ordre vicennal et donc nullement exceptionnelle. On peut considérer qu'elle est destinée à se répéter tous les 20 ans en moyenne. La hauteur maximale instantanée a été ce même 14 novembre 2000 de 343 cm ou 3,43 m.

### Lame d'eau et débit spécifique
La lame d'eau écoulée dans le bassin de la Morthe est estimée à 349 millimètres annuellement, ce qui est moyennement élevé, du même ordre de grandeur que la moyenne d'ensemble de la France tous bassins confondus, mais inférieur à celle de l'ensemble du bassin versant de la Saône (501 millimètres par an). Le débit spécifique (ou Qsp) se monte dès lors à 11,0 litres par seconde et par kilomètre carré de bassin.

### Étymologie ou hydronymie
Une étymologie probable serait le verbe gaulois murta, signifiant creuser, raviner, rigoler, également à l'origine de noms de rivières vosgiennes : la Meurthe, la Mortagne et la Morte, affluent de la Fave.

## Aménagement et écologie
Dès sa source, la Morthe conserve la trace d'aménagements hydrauliques dont deux dérivations dans la traversée de Bucey-lès-Gy, le barrage de l'ancien moulin de Gy, le barrage du moulin de Citey, qui rompent la continuité écologique du cours d'eau.

### Curiosités - Tourisme
- Saint-Broing : ancienne Abbaye de prémontrés de Corneux, transformée partiellement en château à la Révolution. Bâtiments bien restaurés ces dernières années (monument historique). Belle église Saint-Georges du XVIIIe siècle avec mobilier religieux intéressant. Dans les environs, bois, marais et étang de la Bergerie.